# Orthoserica
Orthoserica is een geslacht van vlinders van de familie spanners (Geometridae), uit de onderfamilie Sterrhinae.

## Soorten
- O. rufigrisea Warren, 1896